# Club Social y Deportivo Sayaxché
El Club Social y Deportivo Sayaxché, conocido como  La Furia Del la Pasión, es un club de fútbol de Sayaxché. Fue fundado el 17 de mayo de 2002, actualmente compite en la Primera División de Guatemala, y juega sus partidos de local en el Estadio Municipal La Pasión. Es muy joven en existencia desde su fundación empezó jugando en la liga departamental de Peten donde fue campeón y logró su ficha a Tercera División de Fútbol de Guatemala en la cual fue campeón de igual manera y logró su ascenso a Segunda División de Guatemala donde llegó a dos finales consecutivas siendo subcampeón en las dos ocasiones y consiguió su ascenso a Primera División de Guatemala donde se encuentra actualmente participando.
Los colores que identifican al club son el verde, rojo y blanco, que se usan en base al escudo municipal.

## Historia

### Fundación
El Club Social y Deportivo Sayaxché surgió luego de que un grupo de jugadores de un Colegio del municipio se unieron y participaron en la liga departamental de la región quedando campeones y lograron obtener su ficha para participar en la liga Tercera División de Guatemala. 

### Tercera División
Fue una sorpresa al participar en el primer campeonato de apertura de la liga antes mencionada de la mano del Profesor Julio Flores lograron el campeonato de liga Tercera División de Guatemala en una final realizada en el encuentro de ida en el Estadio La Esperanza anterior sede del equipo de este mismo municipio empatando el mismo encuentro de ida al equipo de Villa Nueva F.C para luego vencer en casa de Villa Nueva F.C por 2 goles a 0 coronándose campeones en casa ajena y en su primera participación en dicha liga.
En el clausura no se pudo lograr lo realizado en la campaña anterior quedando eliminados en fases finales sin embargo por ser campeones del torneo apertura tenían derecho a luchar por el ascenso en un duelo directo en el cual enfrentaron al equipo de Xalapan, Jalapa al cual doblegaron por 3 goles a 1 de esa manera ganaron su ascenso a Segunda División de Guatemala solo un año estuvieron en la liga Tercera División de Guatemala.

### Segunda División
En el año de 2004 jugaron su primer torneo en la liga Segunda División de Guatemala en el cual destacaron en los primeros torneos llegando a instancias finales, luego callo en un debacle en el cual estuvo a punto de descender jugando un partido de repechaje por no descender contra el cuadro de Deportivo Cubulco al cual libraron doblegando al rival anteriormente mencionado y se quedaron un año más en Segunda División de Guatemala en el 2007 lograron el tercer lugar de dicha liga al llegar a una semifinal contra el cuadro de Aurora Fútbol Club perdiendo la misma y perdiendo la oportunidad de llegar a la final.
En el año de 2007 lograron jugar un repechaje para la liga Primera División de Guatemala esto se debió a que quedó en una buena posición en la tabla acumulada el encuentro lo disputó frente al equipo de Deportivo Iztapa en el Estadio las Rosas Salamá el cual perdió por 2 goles a 0 perdiendo el derecho a ascender.
Luego de 7 años en Segunda División de Guatemala en el año 2011 Lograron su Ascenso de la mano del profesor Amarini Villatoro tras hacer una buena campaña llegaron a la final en el torneo apertura enfrentando al equipo de Antigua GFC la cual perdieron 1 a 0 logrando el subcampeonato del torneo, a la siguiente temporada lograron el mismo objetivo llegar a la final lo que les dio derecho de ascender automáticamente a la liga Primera División de Guatemala enfrentaron al mismo rival Antigua GFC quienes fueron los verdugos en esa liga que perdieron nuevamente esa final con un marcador de 2 a 1 logrando solamente dos subcampeonatos en esta liga.

### Primera División
En la primera temporada en esta liga destaca el equipo ya que en su primer torneo apertura clasificaron a la fase final del torneo enfrentando en cuartos de final al cuadro de Juventud Escuintleca duelo que perdió por un marcador global de 3 a 2 quedando fuera del torneo apertura, en el siguiente torneo llegaron a la misma fase a cuartos de final y se toparon contra el mismo equipo Juventud Escuintleca y la maldición siguió porque perdieron la llave por el mismo marcador global de 3 goles a 2 y dejando frustradas las ilusiones de ascender a Liga Nacional de Fútbol de Guatemala.